# Henri Wyart
Pour les articles homonymes, voir Wyart (homonymie).
Henri Wyart (né le 12 octobre 1839 à Bouchain (Nord) et mort le 18 août 1904 à Rome), est un militaire et religieux catholique français, capitaine des zouaves pontificaux et abbé trappiste.

## Biographie
Henri Wyart, né le 12 octobre 1839 dans la ville de Bouchain (Nord), est le fils de Théodore Joseph, instituteur dans la même ville, et de Claire Placidie Destecque. Il part pour le petit séminaire de Cambrai et, en 1859, il devient professeur à Tourcoing. Il passait ses vacances chez son oncle le curé de Mazinghien. 

### Carrière militaire
Lors de l'appel du Pape Pie IX pour sauver la ville de Rome face aux forces de Garibaldi. Le 22 août 1860, il s'engage dans le bataillon franco-belge et rejoint la cité éternelle. Le 27 novembre 1867, il est nommé capitaine et participe au siège de Castelfidardo. Il reste à Rome jusqu'à la fin du siège de Rome. Il repart ensuite pour la France et s'engage dans le régiment des zouaves pour la défense de la France face à l'invasion prussienne.

### Carrière religieuse
Le 5 février 1872, il entre en religion et le 31 mars 1877, Henri Wyart est ordonné prêtre à Rome et prend le nom de Sébastien en l'honneur des combats qu'il a menés à la Porte de Saint-Sébastien. En 1880, il est élu abbé du Mont des Cats, quelques années après, abbé de Sept-Fons et Vicaire Général de l’Ordre. Il a fondé plusieurs nouvelles abbayes, l'abbaye Notre-Dame de Koningshoeven à Tilbourg aux Pays-Bas, celle des catacombes de Saint-Calixte à Rome, de celle d'Elroum en Syrie. Il désire alors la fusion des diverses branches de trappistes. Sous l’inspiration et avec l’aide de Léon XIII, il y travaille et réussit. Les cinquante et un supérieurs des trois congrégations de la Trappe, réunis à Rome en chapitre général du 1er au 11 octobre 1892, votent la fusion des trois observances, et celui qui ne demandait qu’à être le plus humble des moines est élu abbé général et devient le Révérendissime Père Dom Sébastien Wyart. Il meurt le 18 août 1904 à Rome, à 64 ans dont trente ans de profession et vingt-et-un ans d’abbatiat. Son corps repose au cimetière de l’abbaye des Trois-Fontaines à Rome.

## Publications
- (la) Graduale cisterciense, auctoritate Sebastiani Wyart editum, Westmalle, Ex typographia Ordinis Cisterciensis Reformati, 1899.
- (la) Antiphonarium cisterciense, auctoritate Sebastiani Wyart, Westmalle, Ex typographia Ordinis Cisterciensis Reformati, 1903.